# Nasza gra
Nasza gra (ang. Our game) – powieść Johna le Carré, przedstawiająca problem mniejszości etnicznych w byłym ZSRR.
Omawia również postawę Zachodu wobec tego, co działo się w połowie lat dziewięćdziesiątych na Kaukazie.

## Fabuła
Spokojne życie Timothy’ego Cranmera, byłego urzędnika państwowego, a obecnie właściciela ziemskiego, przerywa nieoczekiwane zniknięcie dr. Larry'ego Pettifera, wykładowcy uniwersytetu w Bath. W przeszłości obaj pracowali dla brytyjskich służb specjalnych, ale koniec zimnej wojny zmusił ich do przejścia na emeryturę.
Po skontaktowaniu się ze swoimi dawnymi pracodawcami Timothy dowiaduje się, że Larry zniknął wraz z 37 milionami funtów.
Z biegiem czasu odkrywa powiązania między Larrym i Konstantinem Checheyevem, jego byłym sowieckim agentem, z pochodzenia Inguszem. Ingusze są jedną z mniejszości etnicznych zamieszkujących Kaukaz i są gotowi wzniecić powstanie przeciwko Rosjanom. Larry jest osobą, która może im w tym pomóc.